# Майкон Лейти
Майкон Фернандо Соуза Лейти (Можи-дас-Крузис, 3 августа 1988 года) — бразильский футболист, который играет на позиции нападающего. В настоящее время защищает цвета «Жи-Парана».

## Карьера

### «Санту-Андре» и «Сантос»
Майкон Лейти является воспитанником «Санту-Андре». Он перешёл в «Сантос» в июне 2008 года. Майкон завоевал симпатии болельщиков, сделав в одной из своих первых игр, большой вклад в разгромную победу над «Васко да Гама», он заработал три пенальти и помог забить Маурисио Молине. Затем Майкон забил гол в ворота «Интернасьонала» на «Бейра-Рио», который был единственным в матче, таким образом он принёс первую выездную победу клубу в чемпионате 2008 года. За период выступления в «Сантосе» Майкон забил 13 голов в 45 играх. Сумев реализоваться в «Сантосе», Майкон отправился в «Палмейрас», где выступал уже менее успешно.

#### Проблемы с травмами
17 августа 2008 года в матче чемпионата против «Фламенго» на «Вила Белмиро» игрок перенёс разрыв связки в правом колене и выбыл из строя до конца года.
После восьми месяцев восстановления медики «Сантоса» разрешили Майкону Лейти вернуться в игру. Он вышел на игру против «Палмейраса» 18 апреля 2009 года во втором полуфинальном матче Лиги Паулиста. Он также вышел на последние десять минут первого матча финала лиги против «Коринтианс», 24 апреля.
Однако 21 июня в матче против «Атлетико Минейро» в рамках седьмого тура чемпионата Майкон получил разрыв передней крестообразной связки в правом колене и выбыл до января 2010 года.

#### Аренда в «Атлетико Паранаэнсе»
Оправившись от травмы, Майкон хорошо сыграл в Лиге Паулиста. Однако «Сантос» решил сдать его в аренду для получения большей игровой практики. 27 мая 2010 года он был отдан в аренду «Атлетико Паранаэнсе». Он провёл в клубе 22 матча и забил четыре гола.

### «Палмейрас»
9 января 2011 года был подписан предварительный контракт с «Палмейрас», о чём официально объявил клуб. Однако Майкон был официально представлен болельщикам только 24 июня, когда истёк его контракт с «Сантосом». После своего трансфера Майкон сказал, что пришёл в «Палмейрас», дабы выиграть Южноамериканский кубок и чемпионат 2011 года, а также повторить успех в Кубке Либертадорес, который он выиграл в 2011 году с «Сантосом».
Он дебютировал 30 июня 2011 года и сразу же забил свой первый гол за клуб в ворота «Атлетико Гоияниенсе», его команда выиграла со счётом 2:0. Болельщикам понравилась скорость и креативность Майкона.
Майкону Лейти пришлось выдержать сильную конкуренцию в 2011 году по возвращении Клебера и подкрепления атаки такими игроками, как Луан и Рикардо Буэно. В сезоне 2012 года в матче «Палмейраса» и «Брагантино» при счёте 1:1 Майкон Лейти вышел вместо Тинги и помог «Палмейрасу» забить решающий гол, он снова завоевал доверие болельщиков и получил место в атаке рядом с центрфорвардом Эрнаном Баркосом.
В июле 2012 года «Палмейрас» выиграл кубок Бразилии по футболу, клуб выиграл этот трофей впервые за последние 12 лет. Однако в том же году «Палмейрас» был понижен в классе в Серию B.
Бывший нападающий «Палмейраса» Эуллер, с которым сравнивали Майкона Лейти, после понижения клуба заявил, что молодёжь также должна изучить причину вылета клуба, а не ограничивается только физподготовкой, и что игроки должны работать над развитием своего футбола.
Проведя два года в аренде, в январе 2015 года Майкон Лейти вернулся в «Палмейрас». Одним из инициаторов возвращения игрока в клуб стал новый тренер команды, Освалдо де Оливейра Фильо.

#### Аренды
Он сыграл свой первый матч в футболке «Наутико Ресифи» 28 июля 2013 года, сделав свой вклад в разгром «Интернасьонала» со счётом 3:0, Майкон забил второй гол своего клуба. Однако его результативность упала, и клуб пытался вернуть его «Палмейрасу» менее чем через два месяца после подписания арендного соглашения. После неудачной попытки вернуться в «Палмейрас» Майкон получил второй шанс от тренера «Наутико», Марсело Мартелотте. По возвращении в стартовый состав в трёх играх он забил четыре гола и стал открытием сезона «Наутико».
Будучи невостребованным в «Палмейрасе», Майкон Лейти был отдан в аренду мексиканской команде «Атлас». На протяжении всего сезона Майкон был одним из лидеров команды, в частности в Кубке Либертадорес 2015.
В мае 2015 года Майкон Лейти снова был отдан в аренду, на этот раз в «Спорт Ресифи» до конца года.
Он забил свой первый гол за команду в ворота «Гояс» в матче чемпионата Бразилии, этот гол был единственным в игре. 13 июня 2015 года он сделал дубль в игре с «Жоинвилем», итоговый счёт — 2:1.
Не получив места в составе в сезоне 2016 года, Майкон Лейте в четвёртый раз был отдан в аренду — в «Аш-Шааб» из ОАЭ.

### Дальнейшая карьера
Не сумев закрепиться в «Палмейрасе» и не продлив контракт, Майкон Лейти перешёл в «Толуку». В Мексике футболист также не смог заиграть, в итоге 9 февраля 2017 года он отправился в «Баию», где должен был выступать в атаке с Эрнаном и аргентинцем Агустином Альионе. 16 сентября 2017 года через социальные сети было объявлено, что игрок будет выступать за «Сеару», которая повысилась в Серию А. В январе 2018 года Майкон Лейти стал игроком «Фигейренсе». В июне 2020 года перешёл в ангольский «Петру Атлетику». 21 ноября 2022 года «Насьонал Патус» объявил о подписании контракта с Майконом Лейте. В январе 2024 года «Батальян» из Лиги Токантиненсе объявил о подписании Майкона Лейте. В марте он перешёл в клуб второго дивизиона Лиги Мату-Гросенсе, «Сорризу». В феврале 2025 года Майкон Лейти подписал контракт с клубом Лиги Рондониенсе «Жи-Парана». Шесть дней спустя, 25 февраля, нападающий сыграл против клуба «Порту-Велью» (поражение 2:0).

## Титулы и достижения
- Чемпион Лиги штата Сан-Паулу (2): 2010, 2011
- Чемпион Лиги Паулисты в Серии A2 (1): 2008
- Обладатель Кубка Нордесте (1): 2017
- Чемпион Кубка Бразилии (2): 2010, 2012
- Обладатель Кубка Либертадорес (1): 2011